# Bruno Langlois
Pour les articles homonymes, voir Langlois.
Bruno Langlois (né le 1er mars 1979 à Matane, au Québec) est un coureur cycliste canadien. 

## Biographie
Bruno Langlois commence sa carrière professionnelle au sein de l'équipe Jittery Joe's-Kalahari en 2005.
En 2008, il est deuxième du championnat du Canada sur route. En 2016, à l'âge de 37 ans, il devient champion du Canada sur route à Ottawa. Une course où seulement 18 des 141 partants ont franchi la ligne d'arrivée en raison de la chaleur. En août 2018, il termine sixième du Tour cycliste de la Guadeloupe remporté par Boris Carène.
En juin 2019, il signe un contrat avec l'équipe Brunei Continental. Celle-ci est expulsée du Tour de Beauce par l'Union cycliste internationale, car elle compte un coureur de trop selon les règles,. En conséquence, l'engagement de Langlois avec cette équipe prend fin après seulement cinq jours et il décide de mettre un terme à sa carrière de cycliste.

## Palmarès
- 2006
  - 5e étape du Tour de Shenandoah
  - 2e étape du Tri-Peaks Challenge
  - 3e étape et classement général du Tobago Cycling Classic
- 2008
  - 1re étape de la Green Mountain Stage Race
  - 2e du championnat du Canada sur route
  - 2e du championnat du Canada du critérium
  - 2e du Tour de Québec
  - 3e de la Classique Montréal-Québec Louis Garneau
- 2010
  - 2e étape du Tour de Québec
  - Vuelta a la Independencia Nacional :
    - 1re étape
    - 2e du classement général

  - 3e du championnat du Canada sur route
- 2011
  - Tour de Québec
    - Classement général
    - 2e et 3e étapes
- 2012
  - 2e et 5e étapes du Tour de Québec
  - 7e et 8eb étapes de la Vuelta a la Independencia Nacional
  - 6e étape du Tour de Beauce
  - 6e étape du Tour de Guadeloupe
  - 4e et 8e étapes du Tour du Rwanda
  - 2e du Tour de Québec
  - 2e du Tour de Guadeloupe
  - 3e de la Killington Stage Race
- 2013
  - 6eb étape de la Vuelta a la Independencia Nacional
  - 3e de la Vuelta a la Independencia Nacional
- 2015
  - 2e et 4e étapes du Grand Prix cycliste de Saguenay
- 2016
  -  Champion du Canada sur route
  - 2e du Tour de Delta
- 2017
  - 3e de la Winston-Salem Cycling Classic
- 2018
  - 3e étape du Tour de la Guadeloupe
- 2023
  - 2e du championnat du Québec sur route

## Classements mondiaux
| Année            | 2005 | 2006 | 2007 | 2008 | 2009 | 2010 | 2011 | 2012 | 2013 | 2014 | 2015 | 2016 | 2017 | 2018 |
| ---------------- | ---- | ---- | ---- | ---- | ---- | ---- | ---- | ---- | ---- | ---- | ---- | ---- | ---- | ---- |
| UCI Africa Tour  |      |      |      |      |      |      |      |      | 68e  |      |      |      |      |      |
| UCI America Tour | 178e |      | 254e | 54e  |      | 36e  |      | 10e  |      | 399e | 186e | 40e  | 39e  | 110e |
| UCI Europe Tour  |      |      |      |      |      |      | 704e |      |      |      |      |      |      |      |